# Équipe de Moldavie de Coupe Davis
L'équipe de Moldavie de Coupe Davis représente la Moldavie lors de la Coupe Davis de tennis et elle est dirigée par la Fédération moldave de tennis.
La Moldavie évolue actuellement dans le groupe II de la zone Europe-Afrique.

## Histoire
La Moldavie a participé pour la première fois à la Coupe Davis en 1995. Les joueurs moldaves jouaient auparavant sous les couleurs de l'URSS.
Dès ses débuts et jusqu'en 2001, l'équipe est entraînée par Tamara Semikina, première femme de l'histoire à devenir capitaine d'une équipe de Coupe Davis.

## Joueurs importants
- Radu Albot, sélectionné pour la première fois en 2007.